# Kitzeck im Sausal
Kitzeck im Sausal – gmina w Austrii, w kraju związkowym Styria, w powiecie Leibnitz. Liczy 1246 mieszkańców (1 stycznia 2015).